# مرس-سور-اندر
مرس-سور-اندر (به فرانسوی: Mers-sur-Indre) یک کمون در فرانسه است که در اندر واقع شده‌است. مرس-سور-اندر ۲۵٫۴۵ کیلومتر مربع مساحت و ۵۹۴ نفر جمعیت دارد و ۱۸۴ متر بالاتر از سطح دریا واقع شده‌است.